# 埃文·阿莫斯
埃文·阿莫斯（Evan Amos，1983年—）是高质量电子游戏机图集摄影师，并将自己的照片释出到公有领域。他将自己的图片贡献到维基百科，以及自由电子游戏数字档案馆“The Vamos Online Museum”。

## 生涯
阿莫斯在对维基百科低质量游戏机图像表示“恼火”后，决定在“被时间遗忘”前记录这些系统。在2010年拍摄已有的Wii后，他很快“感到上瘾”，并开始登记所有他能想到的游戏机。在克雷格列表发布广告后，他和纽约亨廷顿一人联系，得以拍摄所有世嘉主机和多款雅达利主机。不久后照片逐渐流行让他“吃惊”，但他仍然很少署名。

阿莫斯表示了他的目的：
这有大量的需求。无人试图以此标准、以此质量、以此影响（维基百科）、以此形式（公有领域）提供此服务，确保照能从今延续几十年。我所创作的项目及其影响现已证明计划的重要性。这就是我创作并将之释放自由的原因。
阿莫斯在2013年通过Kickstarter集资1.7万美元，购买更多硬件、建立在线游戏硬件档案馆“The Vanamo Online Game Museum”，以记录电子游戏历史。Vanamo Online Game Museum除照片外，还有各游戏机的大量历史及开发事实。
阿莫斯在购买与拍摄主机后，将之捐献给纽约大学游戏中心和纽约国家欢乐博物馆，他若需要重射则可以随时前往。